# Аладин и вълшебната лампа
Аладин пренасочва насам.  За други значения вижте Аладин (пояснение).
„Аладин и вълшебната лампа“ е народна приказка от Близкия Изток. 
Това е една от най-известните приказки, свързани със сборника „Хиляда и една нощ“, въпреки че не е част от оригиналния текст, а е добавена от френския ориенталист Антоан Галан, който я чува от сирийския разказвач Ханна Диаб и през 1710 г. я добавя към първото европейско издание на сборника. 
В центъра на сюжета е беден младеж, който се сдобива с вълшебна лампа, обитавана от могъщ джин, който изпълнява желанията на притежателя ѝ. Според френската версия действието се развива в „един от градовете на Китай“. От друга страна, практически няма нищо в останалата част от историята, което да е несъвместимо с обстановка от Близкия изток - например владетелят е наричан „султан“, а не „император“, хората в историята са мюсюлмани и разговорът им е изпълнен с ежедневни мюсюлмански думи; не се споменават будисти или конфуцианци. Поради това някои изследователи смятат, че действието може да се развива в някой от районите с мюсюлманско население в Централна Азия (напр. Туркестан или китайската провинция Синдзян). Други изследователи посочват, че в ранната арабска употреба „Китай“ е бил използван в абстрактен смисъл за обозначаване на екзотична, далечна земя.
Приказката е издадена на български като част от сборник от 1894 година в превод от немски на Стефан Белев. Популярен по-късен превод е този на Светослав Минков.

## Мотиви и варианти
Историята на Аладин е класифицирана в индекса на Аарне-Томпсън-Утер като приказка тип ATU 561 „Аладин“, на името на главния герой. В индекса историята на Аладин е разположена между два подобни типа приказки: ATU 560 „Вълшебният пръстен“ и ATU 562 „Духът в синята светлина“. Основна тема във всички истории е нещастно и обедняло момче или войник, който намира магически предмет (пръстен, лампа, куфар), изпълняващ желания. Магическият предмет е откраднат, но в крайна сметка възстановен благодарение на използването на друг магически предмет.

## Адаптации
Адаптациите се различават по тяхната вярност към оригиналната история. По-специално, трудностите с китайската обстановка най-често се разрешават, като се придаде на историята близкоизточен контекст.
- Три екранизации, озаглавени „Аладин и чудната лампа“, са създадени в Индия през 1927 г., 1931 г. и 1933 г. Първите две версии са неми. Индийците имат общо над петнадесет екранизации по мотиви от приказката, включително музикални филми.
- „Аладин и неговата чудесна лампа“ е анимация с Попай моряка от 1939.
- Британският филм от 1940 г. „Крадецът от Багдад“ заимства елементи от историята за Аладин, въпреки че също се отклонява от оригиналната история доста свободно: например джинът изпълнява само три желания, а второстепенният герой на везира на се преименува на Джафар и става главният злодей, заменящ магьосника от оригиналния сюжет. „Крадецът от Багдад“ е в основата и на версията на Дисни от 1992 г.
- Анимационният филм от 1959 г. „1001 арабски нощи“ е с участието на г-н Магу като чичо на Аладин.
- „Чудесата на Аладин“ е филм от 1961 г., режисиран от Марио Бава и Хенри Левин с участието на Доналд О'Конър като Аладин.
- „Аладин“, анимационният филм на Уолт Дисни Анимейшън Студиос от 1992 г., е най-известният преразказ на историята. В тази версия някои герои са преименувани или обединени. Например магьосникът и везирът на султана са комбинирани в един герой на име Джафар, докато принцесата е преименувана на Жасмин (вместо Бадрулбудура от оригиналната версия). Те имат и нови мотиви за действията си – джинът от лампата изпълнява само три желания и желае свобода от ролята си. Вълшебно килимче заменя магическия пръстен от оригиналната история, действието е преместено от Китай в измисления арабски град Аграба, а структурата на сюжета е опростена. Дисни продуцира и сериалът „Аладин“, базиран на филмовата адаптация, която се излъчва от 1994 до 1995 г.
- Оригиналната версия на героя от комиксите Зеления фенер е частично вдъхновена от мита за Аладин; главният герой открива „източник на енергия във формата на фенер и „пръстен на силата““, който му дава сила да създава и контролира материята.[8]
- Аладин е една от петте истории в минисериала на Холмарк Ентъртейнмънт Арабски нощи от 2000 г., с участието на Джейсън Скот Лий като Аладин и Джон Легуизамо като двамата джинове.
- Японската манга поредица „Маги: Лабиринтът на магията“ не е директна адаптация на приказката, но представя Аладин като главен герой на историята и включва много герои от други приказки от „Хиляда и една нощ“. През 2012 г. комиксът е адаптиран в аниме телевизионен сериал.
- На 15 септември 2012 г. Сайфай пусна телевизионна адаптация на ужасите, наречена „Аладин и лампата на смъртта“
- Героите на Аладин, Жасмин, Джафар и султанът, заедно с Аграба като декор и джинът на лампата са адаптирани в шестия сезон на телевизионния сериал „Имало едно време“, продуциран от ABC Television Studios и са базиран на версията на Disney на историята.